# 田中時朝
田中 時朝（たなか ときとも）は、鎌倉時代前期の武将。鎌倉幕府御家人。足利氏の一門・畠山氏庶流の田中氏の祖。足利義純の二男。

## 概要
父は足利義純で、母は新田義兼の娘・来王姫であったとされる。『尊卑分脈』によれば、田中時明とも呼ばれたという。時朝と兄の岩松時兼は母親が新田義兼の娘であり、弟の畠山泰国の母親は北条時政の娘であったため、泰国が嫡子として畠山氏を継承し、時兼と時朝は庶子として扱われた。上野国新田郡田中村を拠点として田中氏を名乗った。末裔は足利氏の御一家（一門）として『大舘常興日記』に記されている。